# Пол Сельва
Пол Джозеф Сельва (англ. Paul Joseph Selva; нар. 27 вересня 1958, Білоксі, Міссісіпі) — американський воєначальник, генерал Повітряних сил США (2012). 10-й Заступник голови Об'єднаного комітету начальників штабів США (2015—2019), командувач Транспортного Командування Збройних сил США (2014—2015), командувач Транспортного Командування ПС США (2012—2014). Учасник війни в Перській затоці.

## Біографія
Військова кар'єра
- 28 травня 1980 — другий лейтенант
- 28 травня 1982 — перший лейтенант
- 28 травня 1984 — капітан
- 1 січня 1990 — майор
- 1 березня 1994 — підполковник
- 1 вересня 1998 — полковник
- 1 січня 2004 — бригадний генерал
- 2 червня 2007 — генерал-майор
- 8 жовтня 2008 — генерал-лейтенант
- 29 листопада 2012 — генерал

Пол Джозеф Сельва народився в Білоксі, штат Міссісіпі, 27 вересня 1958 року. 1980 році закінчив Академію ПС США, отримавши ступінь бакалавра наук з авіаційної техніки, а також закінчив бакалаврську підготовку пілотів на військово-повітряній базі Різа в Техасі. Протягом офіцерської служби обіймав численні штабні та командирські посади рівня ескадрильї, авіагрупи, крила та у вищих штабах ПС. Освіту також здобував у християнському університеті Ебілен, Повітряному командно-штабному коледжі та Обернському університеті. Пілот військово-транспортної авіації, він має понад 3100 годин нальоту на літаках C-5, C-17A, C-141B, C-37, KC-10, KC-135A та T-37. Був командиром 9-ї ескадрильї повітряної заправки, 60-ї авіаційної оперативної групи, 62-го крила авіаційних перевезень та 618-го Центру повітряно-космічних операцій.
У листопаді 2012 року Пол Сельва отримав чотиризіркове звання і очолив Транспортне Командування ПС. У 2014 році генерал став командувачем Транспортного командування США, з базуванням на авіабазі Скотт, штат Іллінойс, де він відповідав за управління всіма глобальними повітряними, наземними та морськими перевезеннями.
31 липня 2015 року генерал Сельва став 10-м Заступником голови Об'єднаного комітету начальників штабів США. Через чотири роки пішов у відставку.